# Azzanello
Azzanello (Sanél in dialetto soresinese) è un comune italiano di 616 abitanti della provincia di Cremona, in Lombardia.

## Storia

### Simboli
Lo stemma e il gonfalone sono stati concessi con decreto del presidente della Repubblica del 29 maggio 1995.
Il gonfalone è un drappo rettangolare partito di azzurro e di rosso.

## Società

### Evoluzione demografica
Abitanti censiti

### Etnie e minoranze straniere
Secondo i dati Istat al 31 dicembre 2019 i cittadini stranieri residenti ad Azzanello sono 82.  Le comunità nazionali numericamente significative sono:
1. India, 34
2. Egitto, 23

## Amministrazione
Elenco dei sindaci dal 1985 ad oggi.
| Periodo | Periodo   | Primo cittadino       | Partito                   | Carica              | Note                 |
| ------- | --------- | --------------------- | ------------------------- | ------------------- | -------------------- |
| 1985    | 1990      | Adone Nosari          | Democrazia Cristiana      | sindaco             |                      |
| 1990    | 1994      | Adone Nosari          | Democrazia Cristiana      | sindaco             | [ 10 ] [ 11 ] [ 12 ] |
| 1994    | 1995      | Enrico Olivano Donini | Partito Popolare Italiano | sindaco             | [ 13 ]               |
| 1995    | 1999      | Giuseppe Presicci     | Sinistra                  | sindaco             |                      |
| 1999    | 2004      | Ennio Raglio          | Centro-sinistra           | sindaco             |                      |
| 2004    | 2005      | Francesca Manera      | Sinistra                  | sindaco             | [ 14 ]               |
| 2005    | 2006      | Carlo Dusi            | lista civica              | sindaco pro tempore |                      |
| 2006    | 2011      | Maurizio Brusaferri   | lista civica              | sindaco             |                      |
| 2011    | 2016      | Arsenio Molaschi      | lista civica              | sindaco             |                      |
| 2016    | 2021      | Arsenio Molaschi      | lista civica              | sindaco             |                      |
| 2021    | in carica | Chiara Fusari         | lista civica              | sindaco             |                      |

### Altre informazioni amministrative
Azzanello forma con Annicco, Casalmorano, Castelvisconti, Genivolta e Paderno Ponchielli l'Unione Lombarda Soresinese.

## Cultura

### Cinema
Azzanello è citato nel film Il federale (1961), nel quale il protagonista interpretato dal cremonese Ugo Tognazzi afferma di esservi nato.